# Loriquet à col rouge
Trichoglossus rubritorquis
Espèce
Statut de conservation UICN

 LC  : Préoccupation mineure
Statut CITES
Le Loriquet à col rouge (Trichoglossus rubritorquis) est une espèce d'oiseau de la famille des Psittacidae qui vit dans le nord de l'Australie.

## Taxonomie
Cette espèce est quelquefois considérée comme la sous-espèce T. h. rubritorquis, c'est-à-dire une sous-espèce de Loriquet à tête bleue du fait de leur plumage ressemblant.

## Description
Il mesure 25 à 32 cm de long et a une envergure de 17 cm. Son plumage est particulièrement coloré : une tête et une nuque bleu foncé, des épaules rouge-orange, une poitrine et un ventre orange, la partie inférieure étant barrée d'une bande ou deux noires, un dos et une queue verts, et un bec rouge brillant. Les juvéniles ont un plumage plus terne et le bec brun.

## Distribution et habitat
La zone de nidification de ce loriquet se limite aux côtes du golfe Joseph Bonaparte, mais il est présent dans les zones côtières du nord de l'Australie, du fleuve Fitzroy à l'ouest au fleuve Flinders à l'est,, où le loriquet à tête bleue, qui lui ressemble, est absent.
Il fréquente les forêts tropicales ouvertes, mais aussi les villages et les jardins.

## Reproduction
Ce loriquet se reproduit d'août ou septembre à décembre ou janvier. On observe parfois des reproductions entre mars et juin. Il fait en général une seule nichée par an, parfois deux. Comme le loriquet à tête bleue, il fait son nid dans le creux d'un tronc d'arbre, souvent à une très grande hauteur, exploitant une cavité naturelle comme l'emplacement d'une ancienne branche pourrie et tombée. Les œufs, au nombre de deux, sont déposés sur un lit de copeaux de bois, de 0,5 à 1,5 mètre de l'entrée. Ils sont blancs mat, de forme ronde, mesurant environ 27 mm x 23 mm.